# Lorenzo Pasciuti
Lorenzo Pasciuti, född 24 september 1989 i Castelnuovo Magra, är en italiensk fotbollsspelare som för närvarande spelar för italienska Carrarese.